# El venter de Milan
El venter de Milan (il ventre di Milano in italiano) è un romanzo in dialetto milanese scritto da Camillo Cima e pubblicato a puntate sul giornale l'Uomo di Pietra nel 1879 e come romanzo autonomo nel 1897. Si tratta del primo romanzo conosciuto in lingua lombarda.

## Trama
Il romanzo, ambientato nel 1878, narra la storia d'amore della Peppinetta, una ragazza milanese, corteggiata da Gigio, figlio di un macellaio arricchitosi, ma innamorata di un soldato di Venezia. La situazione cambia, però, quando il veneziano fugge da Milano dopo essere stato malmenato dal fratello della Peppinetta e Gigio muore dopo un'abbondante libagione in Galleria, fatta per smaltire la delusione amorosa.
Disperata, la Peppinetta dichiara di voler rinunciare a sposarsi, salvo poi fidanzarsi dopo pochi mesi con un altro uomo.
Il romanzo offre, inoltre, una descrizione minuziosa della Milano dell'epoca, dei suoi luoghi e delle sue tradizioni.

## Riferimenti
- LinguaLombarda.it